# سیارک ۹۲۱۸
سیارک ۹۲۱۸ (به انگلیسی: 9218 Ishiikazuo، نامگذاری:1995WV2)۹۲۱۸مین سیارک کشف شده‌است که در ۲۰ نوامبر ۱۹۹۵ کشف شد.